# Reserva de ley
La reserva de ley o dominio legal es el conjunto de materias que de manera exclusiva la Constitución entrega al ámbito de potestades del legislador, excluyendo de su ámbito la intervención de otros poderes del estado.
Doctrinariamente existen dos sistemas, el de dominio legal máximo, en el cual pertenecen al ámbito de la potestad reglamentaria todas aquellas materias que no pertenezcan al dominio legal, y el de dominio legal mínimo, donde la potestad legislativa alcanza no sólo a aquellas materias que le encomienda la Constitución, sino a todas las demás.
Del primer sistema surge con nitidez la distinción entre reglamentos de ejecución e independientes, donde los primeros desarrollan y precisan las disposiciones de una ley, y los segundos regulan aquellas materias ajenas al dominio legal.
En todo caso, la generalidad de los ordenamientos admiten que la reserva de ley no impide que las leyes contengan remisiones a normas reglamentarias, pero sí que tales remisiones hagan posible una regulación independiente y no claramente subordinada a la ley.

## Regulación por país

### Alemania
De acuerdo a la Constitución alemana de 1949, por una parte sólo la ley puede limitar el ejercicio de los derechos fundamentales, y por otra, el legislador no puede afectar el contenido esencial de un derecho (la Constitución restringe las posibilidades de limitar los derechos).

### España
De acuerdo a la Constitución Española de 1978 existen reservas de Ley en una setentena de artículos. En ocasiones dicha reserva es de Ley Orgánica (como los Derechos Fundamentales, los estatutos de autonomía y el régimen electoral general) y en otras ocasiones de Ley Ordinaria.

### Francia
De acuerdo a la Constitución francesa de 1958 existe un conjunto limitado de materias que constituyen el dominio o reserva legal. Este dominio es máximo pues no hay otras materias que queden a disposición del legislador. Este ámbito puede ser complementado y precisado por una ley orgánica constitucional. 

### Venezuela
En un citado constitucional encontramos que la reserva legal no es más que un precepto de rango constitucional el cual dice que determinadas materias no podrán ser regidas por decreto, sino solamente por ley

### Chile
De acuerdo a la Constitución de Chile de 1980, existe un catálogo de materias establecidos en la Constitución que constituyen el dominio o reserva legal. Este dominio es máximo puesto que sólo serán materias de ley aquellas enumeradas en el artículo 63 de dicha Constitución.
- Datos: Q3936488